# São João Batista (Santa Catarina)
Pour les articles homonymes, voir São João Batista.
São João Batista est une ville brésilienne de l'État de Santa Catarina.

## Géographie
São João Batista se situe dans la vallée du rio Tijucas, à une latitude de 27° 16' 33" sud et à une longitude de 48° 50' 56" ouest, à une altitude de 30 mètres.
Sa population était de 26 260 habitants au recensement de 2010. La municipalité s'étend sur 221 km2.
Elle fait partie de la microrégion de Tijucas, dans la mésorégion du Grand Florianópolis.

## Économie
L'économie de la ville est fondée sur l'industrie de la chaussure. Lors de la foire annuelle aux chaussures, organisée tous les mois de janvier et février, des milliers de touristes se pressent dans la ville.

## Histoire
La localité de São João Batista fut fondée en 1834, avec l'arrivée du capitaine João de Amorim Pereira. En 1836, un premier groupe d'immigrants arrive dans la région. Il s'agit de 1432 colons italiens venus de Sardaigne, amenés par une société privée de colonisation. São João Batista devient une municipalité indépendante en 1958, par démembrement de Tijucas. São João Batista fut la première colonie de peuplement italien de l'État de Santa Catarina.

## Administration

### Liste des maires
Depuis son émancipation de la municipalité de Tijucas en 1958, São João Batista a successivement été dirigée par :
- Gentil Silva - 1958 à 1959
- Henrique Mázera Filho - 1959 à 1964
- Nelson Zunino Neto - 1964 à 1969
- Wilde Carlos Gomes - 1969 à 1971
- José Antônio Bento - 1971 à 1973
- Alinor Herculando de Azevedo - 1973 à 1977
- Wilde Carlos Gomes - 1977 à 1983
- Sinézio Octaviano Dadam - 1983 à 1988
- Celso Narciso Cim - 1989 à 1992
- Gilberto Gonçalves Cândido - 1993 à 1996
- Jair Sebastião Amorim - 1997 à 2004
- Aderbal Manoel dos Santos - 2005 à aujourd'hui

### Divisions administratives
La municipalité est constituée de deux districts :
- São João Batista (siège du pouvoir municipal)
- Tijipió

## Villes voisines
São João Batista est voisine des municipalités (municípios) suivantes :
- Canelinha
- Biguaçu
- Tijucas
- Antônio Carlos
- Major Gercino
- Nova Trento